# カメンスク＝ウラリスキー

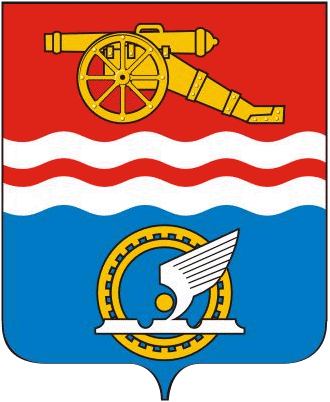
カメンスク＝ウラリスキー市の紋章

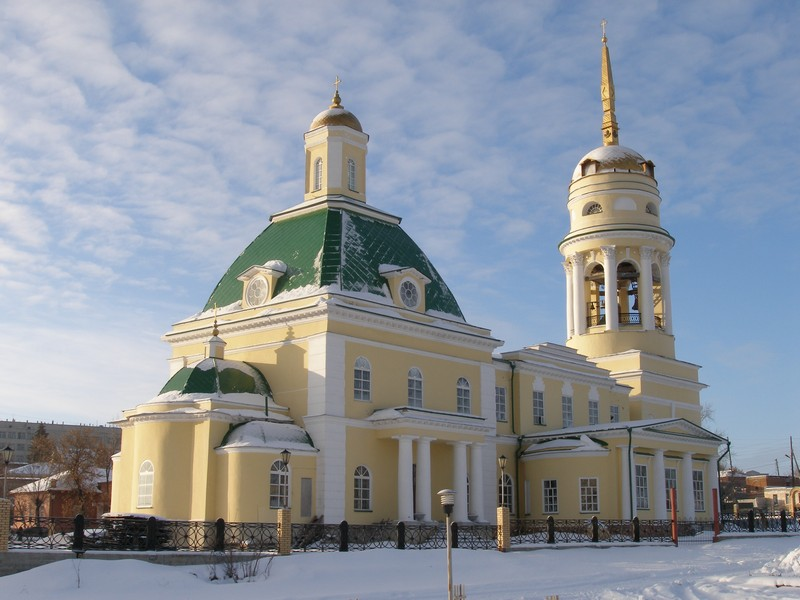
カメンスク＝ウラリスキーの至聖三者聖堂

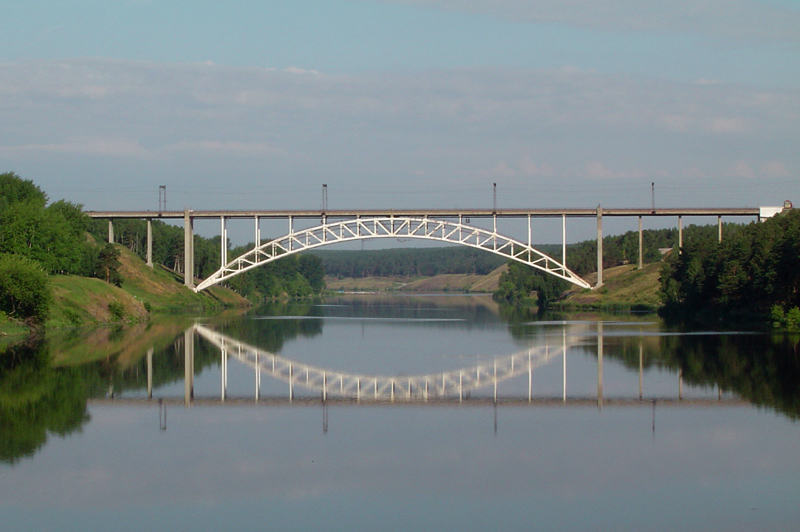
イセチ川の橋

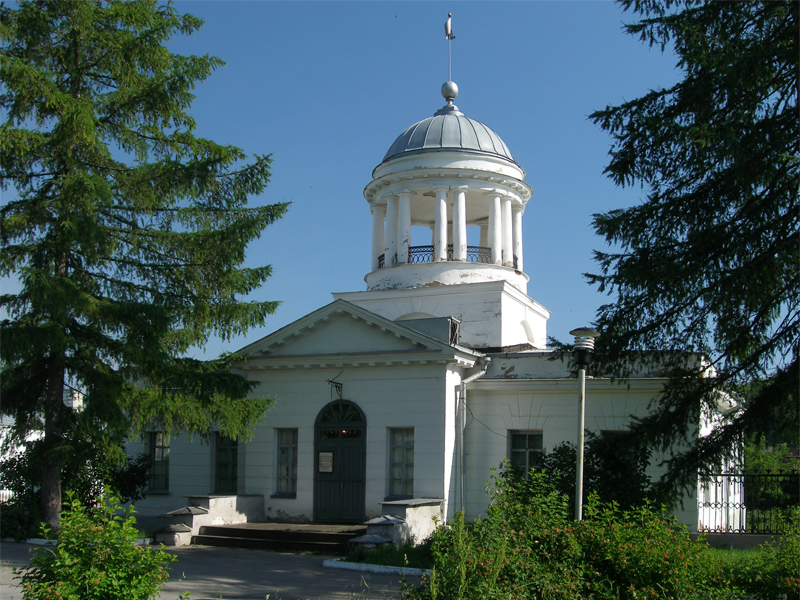
カメンスク鋳鉄所の管理棟

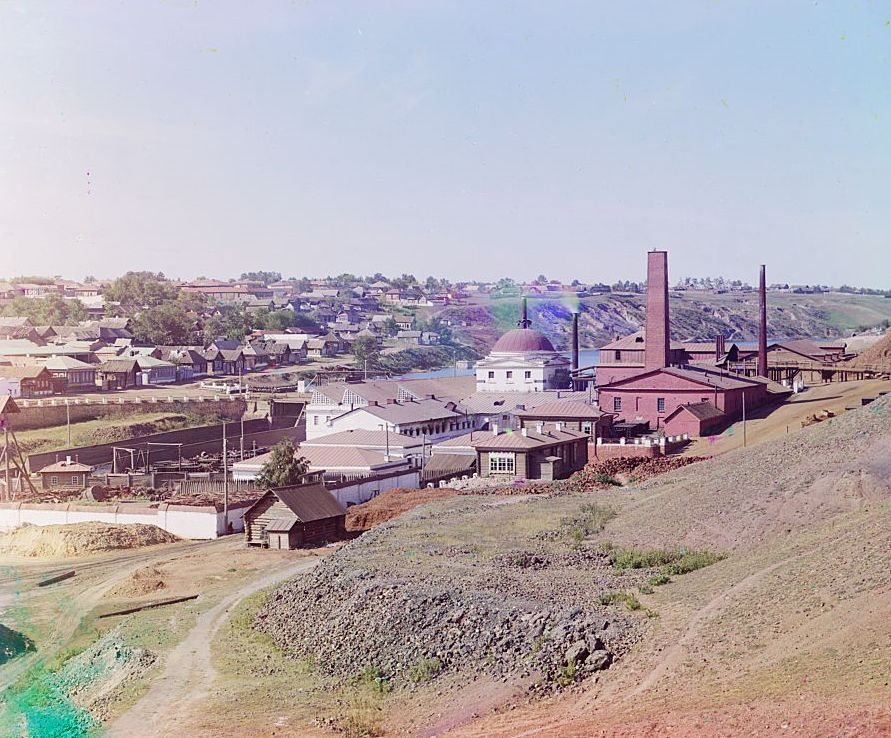
セルゲイ・プロクジン＝ゴルスキーが撮影したカメンスキーの精錬工場（1910年）

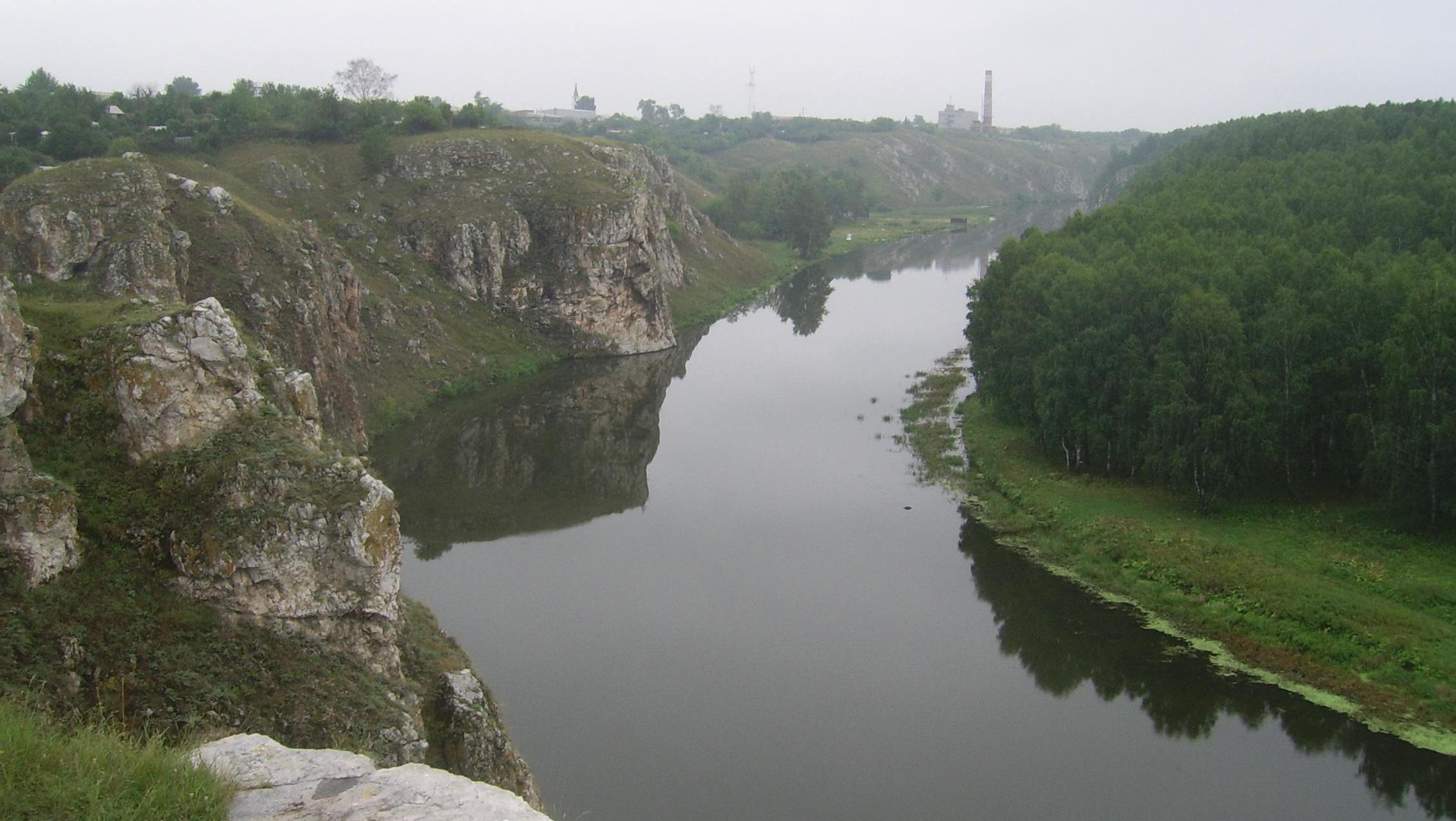
カメンスク＝ウラリスキー近郊のイセチ川

カメンスク＝ウラリスキー（カーメンスク＝ウラーリスキー；ロシア語:Ка́менск-Ура́льский, Kamensk-Uralsky）は、ロシアのスヴェルドロフスク州の都市。人口は16万4192人（2021年）。州都エカテリンブルクからは100キロメートル南東にある。ウラル山脈の東側の、イセチ川にカメンカ川が流れ込む合流点に建つ。
カメンスク＝ウラリスキーはカメンスキー地区の行政中心地だが、カメンスキー地区には属さない。カメンスク＝ウラリスキーは行政的には州に直属する都市である。スヴェルドロフスク州の南端に位置するカメンスク＝ウラリスキーの市域は、イセチ川の深い谷により二つの区（ラヨン）に分かれる。イセチ川右岸で市の南半分を占めるクラスノゴルスキー区域（人口9万人余り）と、イセチ川左岸で市の北半分にあたるシナルスキー区域（人口9万人弱）である。シナルスキーという名は、イセチ川に南から合流するシナラ川（長さ148キロメートル）に由来する。また6つの農村村落（rural settlement）がカメンスク＝ウラリスキー市に属する。

## 歴史
カメンカ川とイセチ川の合流点付近には鉄の鉱床がむき出しになっており、手で掘ることができる状態であった。1682年、南のダルマトヴォ（クルガン州）にあるダルマトフスキー修道院がこの鉱床を含む地域の所有を国から認められ、修道院は農民らを新しい集落に移住させた。このジェレゼンスコエ村が、後のカメンスク＝ウラリスキーの元となる。
皇帝ピョートル1世は、当時未開発だったウラル地方に豊富な鉄鉱床があることに目を付け、1699年にカメンカ川とイセチ川の合流点の鉱床・工場・集落を修道院から取り上げ、国営の工場建設を始めた。1700年、スウェーデンとの大北方戦争が勃発した。ナルヴァの戦いではロシア軍が敗北し、大砲のほとんどを失った。当時のロシアは大砲の原料となる高品質な鉄を海外からの輸入に頼っていたが、その輸入も大北方戦争により途絶えた。これによりウラルでの鉄開発は緊急の課題となった。
1701年10月15日、ウラル地方最初の製鉄工場であるカメンスク鋳鉄所での鋳造が開始された。この日がカメンスク＝ウラリスキー市の始まりの日となっている。カメンスク鋳鉄所は主に大砲や砲丸などを製造した。カメンスク工場周辺の集落は、カメンスキー・ザヴォード（カメンスクの工場）と呼ばれるようになった。1774年のプガチョフの乱ではカメンスキー・ザヴォードも反乱軍に制圧されている。
1825年から1829年にかけては工場も、その周囲の集落も大規模に改造された。工場の管理棟、病院、高炉などが新しく作られ、町の聖堂も再建された。このころのカメンスキー・ザヴォードの労働者は工場と永続的な契約を結んでおり、工場を退職する権利はなかった。1861年の農奴解放令に続き、1863年にはカメンスキー・ザヴォードの工場労働者も農奴に近い状態から解放された。1885年にはエカテリンブルク・チュメニ間の鉄道（のちのシベリア鉄道の一部）からカメンスキー・ザヴォードへの支線が開通した。駅名はウラル鉄道の最初の社主の名を記念してオストロフスカヤ駅となったが、後にシナルスカヤ駅に変わった。この支線は1913年にダルマトヴォを経てシャドリンスクへ伸び、さらにクルガンへ伸びた。1940年にはチェリャビンスク方面への鉄道も開通した。
鉄道が伸びるのと同時に、大規模な金属工場も次々と開業した。1926年には時代遅れとなっていたカメンスク鋳鉄所が閉鎖されたが、1934年、シナルスキーパイプ工場が開業した。1939年にはウラルアルミニウム工場が開業した。このアルミ工場は、第二次世界大戦中のソ連では唯一のアルミ工場であった。1930年代は人口も大幅に伸びた。1935年4月20日、カメンスキー・ザヴォードは市の地位を与えられ「カメンスク市」となった。1940年6月6日、他のカメンスク（ロストフ州のカメンスク＝シャフチンスキー）と区別するため、カメンスク＝ウラリスキーと改名された。大祖国戦争にともない、ヨーロッパ・ロシアからの工場疎開によりカメンスク＝ウラリスキーにはいくつもの工場が拠点を置くようになり、それらが合同した大工場も誕生した。1942年にはカメンスク＝ウラリスキー非鉄金属加工工場（KUZOTsM）が、1944年にはカメンスク＝ウラリスキー冶金工場（KUMZ）が開業した。1957年のウラル核惨事では、マヤーク核技術施設から出た放射性物質は北東方面に向けて流れて降り注いだが、カメンスク＝ウラリスキー近郊もこの帯状の汚染地域に含まれている。

## 経済とインフラ
カメンスク＝ウラリスキーは州内でも成長の早い都市である。燃料、冶金、機械製造、セミコンダクター、軽工業や食品工業などが主な産業である。最も大きな産業は非鉄金属の精錬で、市の工業生産の69％、州の工業生産の12.9%を占める。
特に大きな工場は、ロシアの鉄パイプ大手のTMKに属するシナルシキーパイプ工場、アルミニウム大手のルサールに属するウラルアルミニウム工場、レノヴァ・ホールディングスの一部であるカメンスク＝ウラリスキー非鉄金属加工工場（KUZOTsM）などがある。
当地にあるクラスノゴルスク火力発電所は地域発電会社 TGK-9 に属する。
カメンスク＝ウラリスキーでは、シベリア鉄道の支線となるエカテリンブルク・クルガン間の路線とボグダノヴィッチ・チェリャビンスク間の路線が交差している。カメンスク＝ウラリスキーを通る主な道路には、エカテリンブルク・クルガン間のR354線がある。
市内交通はバスが中心である。3路線で合計39.4キロメートルの長さのあったトロリーバスは2015年3月2日に廃止された。

## 教育・観光
カメンスク＝ウラリスキーにはウラル工科大学のキャンパスがある。ウラル経済大学、ウラル経済・管理・法律研究所なども市内に拠点を置く。
地質学博物館、地方史博物館、農村文化史博物館などの博物館や、劇場・映画館なども市内にはある。
19世紀に建てられた鋳鉄所の管理棟はよく保存されている。イセチ川は周囲の平野よりも深い谷を刻んで流れており、岩の多い地形は自然記念物に指定されている。
大晦日には市内の企業などが雪と氷でできた小さな町を作る催しがある。昔話の登場人物、ジェド・マロースやスネグーラチカ、十二支の動物などが飾られる。

## 人口推移
- 1989年国勢調査では20万7780人[2]。

- 2002年国勢調査では18万6153人[3]。

- 2010年全ロシア国勢調査では17万4689人[4]。

## 出身者・ゆかりの人々
- ビクトル・ラシチュプキン - 陸上選手
- イーゴリ・スモルニコフ - サッカー選手
- アレクサンデル・ベスプーチン - ボクサー

カメンスク＝ウラリスキーで育った人や働いた人々には以下のような人々がいる。
- ミハイル・マラーホフ - 建築家
- アレクサンドル・カルピンスキ - 地質学者
- セルゲイ・プロクジン＝ゴルスキー - 写真家
- パーヴェル・ベリャーエフ - 宇宙飛行士
- ヴェラ・ムーヒナ - 彫刻家